# 縣廳前站 (沖繩縣)
26°12′51.79″N 127°40′45.68″E / 26.2143861°N 127.6793556°E
縣廳前站（日语：／ Kenchōmae eki */?）是位於日本沖繩縣那霸市久茂地，屬於沖繩都市單軌電車線的車站。本站自開業以來皆為所有車站中乘車人次最多的一個，2012年全年的使用人次達1,681,486人次，平均每日的使用人次為4594人，比第2位的那霸機場站多近170次。

## 車站構造
本站的月台配置為雙線的島式月台雙線，站內設有自動電梯。

### 月台配置
| 月台 | 路線                | 目的地                         |
| ---- | ------------------- | ------------------------------ |
| 1    | ■沖繩都市單軌電車線 | 牧志、歌町、首里、日子浦西方向 |
| 2    | ■沖繩都市單軌電車線 | 小祿、那霸機場方向             |

### 車站設備
- 定期車票發售處
- 商店
- 投幣式儲物櫃
- 公共電話
- 自動售賣機（飲品）
- 廁所

## 利用狀況
| 年度 | 1日平均乗車人數 |
| ---- | --------------- |
| 2003 | 5,174           |
| 2004 | 4,853           |
| 2005 | 4,745           |
| 2006 | 4,850           |
| 2007 | 4,908           |
| 2008 | 4,860           |
| 2009 | 4,652           |
| 2010 | 4,483           |
| 2011 | 4,405           |
| 2012 | 4,594           |

## 歷史
- 2003年8月10日：車站啟用

## 車站周邊
交通設施
- 站前的計程車站
- 自行車出租

政府機構、公共設施
- 沖繩縣廳舍
- 縣廳縣民廣場
- 那霸市役所
- 那霸市久茂地公民館
  - 4樓-那霸市立久茂地圖書館（每週的星期一閉館）
  - 7樓-天象儀（每週日14:00～15:00，免費）
- 沖繩縣警察總部

教育
- 那霸市立開南小學
- 沖繩縣立那霸商業高等學校

金融機構
- 瑞穗銀行那覇分店
- 沖繩銀行總店
- 琉球銀行總站
- Koza信用金庫那覇分店

郵局
- 美榮橋郵局

娛樂設施
- 影院

觀光
- 國際通
- 福州園-徒步約6分鐘

電視台
- 沖繩電視台
- 琉球放送
- 琉球朝日放送

道路
- 國道58號
- 國道39號（國際通）

## 巴士路線
| パレットくもじ前（國道58號方面） - 1線、首里牧志線（那霸巴士） - 2線、識名開南線（那霸巴士） - 5線、識名牧志線（那霸巴士） - 9線、小禄石嶺線（那霸巴士） - 11線、安岡宇榮原線（那霸巴士） - 15線、寒川線（那霸巴士） - 45線、與根線（那霸巴士） 沖繩銀行總店前（國際通方面） - 1線、首里牧志線（那霸巴士） - 5線、識名牧志線（那霸巴士） - 9線、小禄石嶺線（那霸巴士） - 15線、寒川線（那霸巴士） 縣廳北口 - 7線、おもろ城市線（沖繩巴士） - 10線、牧志新都心線（那霸巴士） - 19線、首里駅おもろ城市線（沖繩巴士） - 20線、名護西線（琉球巴士交通、沖繩巴士） - 22線、こども的國宮里線（琉球巴士交通） - 23線、具志川線（琉球巴士交通） - 25線、普天間機場線（那霸巴士） - 27線、屋慶名（大謝名）線（琉球巴士交通、沖繩巴士） - 28線、讀谷（楚辺）線（琉球巴士交通、沖繩巴士） - 29線、讀谷（喜名）線（琉球巴士交通、沖繩巴士） - 30線、泡瀬東線（東陽巴士） - 32線、會議中心線（沖繩巴士） - 33線、糸滿西原（末吉）線（那霸巴士） - 46線、糸滿西原（鳥堀）線（那霸巴士） - 52線、與勝線（沖繩巴士） - 56線、浦添線（琉球巴士交通） - 63線、謝苅線（琉球巴士交通） - 77線、名護東（邊野古）線（沖繩巴士） - 80線、與那城線（沖繩巴士） - 87線、てだこ線（沖繩巴士） - 88線、宜野灣線（琉球巴士交通） - 90線、知花（側道）線（琉球巴士交通） - 97線、琉大（首里）線（那霸巴士） - 98線、琉大（側道）線（琉球巴士交通） - 99線、天久新都心線（琉球巴士交通） - 101線、平和台安謝線（那霸巴士） - 110線、長田具志川線（琉球巴士交通） - 120線、名護西機場線（琉球巴士交通、沖繩巴士） - 200線、糸滿おもろ城市線（沖繩巴士） - 235線、志多伯おもろ城市線（沖繩巴士） - 280線、屋慶名（首里站、國場）線（沖繩巴士） | 縣廳南口 - 6線、那霸おもろ城市線（那霸巴士） - 12線、國場線（那霸巴士） - 17線、石嶺（開南）線（那霸巴士） - 31線、泡瀬西線（東陽巴士） - 33線、糸滿西原（末吉）線（那霸巴士） - 34線、東風平線（沖繩巴士） - 35線、志多伯線（沖繩巴士） - 37線、那霸新開線（東陽巴士） - 38線、志喜屋線（東陽巴士） - 39線、百名線（沖繩巴士） - 40線、大里線（沖繩巴士） - 41線、つきしろ的街線（沖繩巴士） - 46線、糸滿西原（鳥堀）線（那霸巴士） - 50線、百名（東風平）線（琉球巴士交通） - 51線、百名（船越）線（琉球巴士交通） - 53線、志喜屋線（琉球巴士交通） - 54線、前川線（琉球巴士交通） - 55線、牧港線（琉球巴士交通） - 83線、玉泉洞線（琉球巴士交通） - 89線、糸滿（高良）線（琉球巴士交通、沖繩巴士） - 100線、白川線（沖繩巴士） - 101線、平和台安謝線（那霸巴士） - 109線、大里（真境名）線（沖繩巴士） - 112線、國體道路線（琉球巴士交通） 縣廳前 - 2線、識名開南線（那霸巴士） - 6線、那霸おもろ城市線 那霸巴士） - 11線、安岡宇榮原線（那霸巴士） - 12線、國場線（那霸巴士） - 45線、與根線（那霸巴士） - 101線、平和台安謝線（那霸巴士） |

## 相鄰車站
沖繩都市單軌電車
■沖繩都市單軌電車線
旭橋（6）－縣廳前（7）－美榮橋（8）

## 外部連結
- 沖繩城市單軌電車 – 縣廳前站 （页面存档备份，存于）（日語）（英文）（繁體中文）（简体中文）